# Johan Pauli Henriksen
Johan Pauli Andreas "Palli" Henriksen (født 2. december 1902 i Tórshavn, død 21. december 1980) var en færøsk regnskabsfører og politiker (JF).
Han var kommunalbestyrelsesmedlem i Tórshavn Kommune 1941–1968 og byens borgmester i årene 1944–48 og 1952–57. Han var også valgt til Lagtinget fra Suðurstreymoy 1939–1945 og 1950–1954, bestyrelsesmedlem i fagforeningen Havnar Arbeiðsmannafelag 1929–46 (heraf formand et halvt år) og bestyrelsesmedlem for Landssjúkrahúsið 1962–73.
Johan Pauli Henriksen var far til Jona Henriksen.